# 프리미어리그 2012-13
스폰서 계약 때문에 바클레이스 프리미어리그로도 불리는 프리미어리그 2012-13은 1992년에 설립된 프리미어리그의 21번째 시즌이다. 경기 일정이 2012년 6월 18일 발표되었다. 2012년 8월 18일에 시작되었으며 2013년 5월 19일에 끝났다.
우승팀은 맨체스터 유나이티드 FC이며 4월 23일에 아스톤 빌라 FC전 승리로 조기에 우승을 확정지었다. 12-13 시즌 우승으로 유나이티드는 프리미어리그 20번째 우승을 달성하였고 이는 프리미어리그 역사상 20번째 우승팀은 최초의 기록이다. 승격된 팀은 레딩 FC, 사우스햄튼 FC, 웨스트햄 유나이티드 FC이다.
2013년 4월 28일 퀸즈 파크 레인저스와 레딩이 맞대결에서 0–0으로 비기며 강등을 확정지었다. 위건 애슬래틱은 2013년 5월 14일 아스널에게 4–1로 패하며 마지막 강등팀이 되었다.

## 승격 및 강등

### 승격
2012-13 시즌에 프리미어리그에서 활동하는 팀
- 우승 팀 : 레딩 FC
- 준우승 : 사우스햄튼 FC
- 플레이오프 우승 팀 : 웨스트 햄 유나이티드 FC

### 강등
2013-14 시즌에 풋볼 리그 챔피언십에서 활동하는 팀
- 위건 애슬레틱 FC
- 레딩 FC
- 퀸즈 파크 레인저스 FC

## 참가 팀
참가 팀은 2011-12 시즌의 17팀과 풋볼 리그 챔피언십에서 승격한 3팀으로 총 20개의 팀이다. 챔피언십에서 승격한 팀은 레딩과 사우스햄튼 그리고 플레이오프를 통해 블랙풀을 2-1로 꺾고 올라온 웨스트 햄 유나이티드이다.

### 경기장과 위치
| 구단                   | 위치            | 홈구장                 | 수용 인원 |
| ---------------------- | --------------- | ---------------------- | --------- |
| 노리치 시티            | 노리치          | 캐로우 로드            | 27,033    |
| 뉴캐슬 유나이티드      | 뉴캐슬어폰타인  | 세인트 제임스 파크     | 52,409    |
| 레딩                   | 레딩            | 마데이스키 스타디움    | 24,169    |
| 리버풀                 | 리버풀          | 안필드                 | 45,276    |
| 맨체스터 시티          | 맨체스터        | 이티하드 스타디움      | 47,405    |
| 맨체스터 유나이티드    | 맨체스터        | 올드 트래퍼드          | 75,957    |
| 사우스햄튼             | 사우스햄튼      | 세인트 메리스 스타디움 | 32,689    |
| 선덜랜드               | 선덜랜드        | 스타디움 오브 라이트   | 49,000    |
| 스완지 시티            | 스완지          | 리버티 스타디움        | 20,532    |
| 스토크 시티            | 스토크온트렌트  | 브리타니아 스타디움    | 27,740    |
| 아스널                 | 런던            | 에미레이트 스타디움    | 60,361    |
| 애스턴 빌라            | 버밍엄          | 빌라 파크              | 42,785    |
| 에버턴                 | 리버풀          | 구디슨 파크            | 40,157    |
| 웨스트 브로미치 앨비언 | 웨스트 브로미치 | 더 호손스              | 26,484    |
| 웨스트 햄 유나이티드   | 런던            | 불린 그라운드          | 35,016    |
| 위건 애슬레틱          | 위건            | DW 스타디움            | 25,133    |
| 첼시                   | 런던            | 스탬퍼드 브리지        | 42,449    |
| 퀸즈 파크 레인저스     | 런던            | 로프터스 로드          | 18,360    |
| 토트넘 홋스퍼          | 런던            | 화이트 하트 레인       | 36,220    |
| 풀럼                   | 런던            | 크레이븐 코티지        | 25,700    |

### 감독, 주장과 스폰서
| 구단                   | 감독                  | 주장                | 유니폼 스폰서          | 메인 스폰서          |
| ---------------------- | --------------------- | ------------------- | ---------------------- | -------------------- |
| 노리치 시티            | 크리스 휴턴           | 그랜트 홀트         | 에레아                 | 아비바               |
| 뉴캐슬 유나이티드      | 앨런 파듀             | 파브리시오 콜록시니 | 푸마                   | 버진머니             |
| 레딩                   | 브라이언 맥더멋       | 조비 맥아너프       | 푸마                   | 웨이트로즈           |
| 리버풀                 | 브랜든 로저스         | 스티븐 제라드       | 워리어 스포츠          | 스탠다드 차타드      |
| 맨체스터 시티          | 로베르토 만치니       | 뱅상 콤파니         | 엄브로                 | 에티하드 항공        |
| 맨체스터 유나이티드    | 알렉스 퍼거슨         | 네마냐 비디치       | 나이키                 | 에이온               |
| 사우스햄튼             | 나이젤 앳킨스         | 아담 랄라나         | 엄브로                 | aap3                 |
| 선덜랜드               | 마틴 오닐             | 리 캐터몰           | 아디다스               | 인베스트 인 아프리카 |
| 스완지 시티            | 미카엘 라우드루프     | 개리 몽크           | 아디다스               | 32레드               |
| 스토크 시티            | 토니 퓰리스           | 라이언 쇼크로스     | 아디다스               | bet365               |
| 아스널                 | 아르센 벵거           | 토마스 페르마엘런   | 나이키                 | 에미레이트 항공      |
| 애스턴 빌라            | 폴 램버트             | 대런 벤트           | 마크론                 | 젠팅 카지노          |
| 에버턴                 | 데이비드 모예스       | 필 네빌             | 나이키                 | 창 맥주              |
| 웨스트 브로미치 앨비언 | 스티브 클라크         | 크리스 번트         | 아디다스               | 주플라               |
| 웨스트 햄              | 샘 앨러다이스         | 케빈 놀런           | 마크론                 | 스보베트             |
| 위건 애슬레틱          | 로베르토 마르티네스   | 개리 콜드웰         | 미핏                   | 12BET                |
| 첼시                   | 라파엘 베니테스(임시) | 존 테리             | 아디다스               | 삼성                 |
| 퀸즈 파크 레인저스     | 해리 레드냅           | 클린트 힐           | 로토 스포르트 이탈리아 | 에어아시아           |
| 토트넘 홋스퍼          | 안드레 빌라스보아스   | 마이클 도슨         | 언더아머               | 오토노미             |
| 풀럼                   | 마르틴 욜             | 브레데 항엘란       | 카파                   | FxPro                |

### 감독 변화
| 구단                   | 전임 감독          | 형태 | 일자             | 당시 순위 | 신임 감독                   | 일자             | 주석          |
| ---------------------- | ------------------ | ---- | ---------------- | --------- | --------------------------- | ---------------- | ------------- |
| 웨스트 브롬비치 알비온 | 로이 호지슨        | 사임 | 2012년 5월 13일  | 비시즌    | 스티브 클라크               | 2012년 6월 8일   | [ 4 ] [ 5 ]   |
| 애스턴 빌라            | 앨릭스 맥리시      | 경질 | 2012년 5월 14일  | 비시즌    | 폴 램버트                   | 2012년 6월 2일   | [ 6 ] [ 7 ]   |
| 리버풀                 | 케니 달글리시      | 경질 | 2012년 5월 16일  | 비시즌    | 브렌던 로저스               | 2012년 6월 1일   | [ 8 ] [ 9 ]   |
| 스완지 시티            | 브렌던 로저스      | 사임 | 2012년 6월 1일   | 비시즌    | 미카엘 라우드루프           | 2012년 6월 15일  | [ 9 ] [ 10 ]  |
| 노리치 시티            | 폴 램버트          | 사임 | 2012년 6월 2일   | 비시즌    | 크리스 휴턴                 | 2012년 6월 7일   | [ 7 ] [ 11 ]  |
| 토트넘 홋스퍼          | 해리 레드냅        | 경질 | 2012년 6월 13일  | 비시즌    | 안드레 빌라스보아스         | 2012년 7월 3일   | [ 12 ] [ 13 ] |
| 첼시                   | 로베르토 디 마테오 | 경질 | 2012년 11월 21일 | 3위       | 라파엘 베니테스 (감독 대행) | 2012년 11월 21일 | [ 14 ] [ 15 ] |
| 퀸즈 파크 레인저스     | 마크 휴즈          | 경질 | 2012년 11월 23일 | 20위      | 해리 레드냅                 | 2012년 11월 24일 | [ 16 ] [ 17 ] |
| 사우스햄튼             | 나이젤 앳킨스      | 경질 | 2013년 1월 18일  | 15위      | 마우리시오 포체티노         | 2013년 1월 18일  | [ 18 ]        |
| 레딩                   | 브라이언 맥더멋    | 경질 | 2013년 3월 12일  | 19위      | 나이젤 앳킨스               | 2013년 3월 26일  | [ 19 ]        |
| 선덜랜드               | 마틴 오닐          | 경질 | 2013년 3월 30일  | 16위      | 파울로 디 카니오            | 2013년 3월 31일  | [ 20 ]        |

## 리그 순위
| 순위 | 팀                      | 경기 | 승 | 무 | 패 | 득 | 실 | 차  | 승점 | 참가 자격 및 강등                    |
| ---- | ----------------------- | ---- | -- | -- | -- | -- | -- | --- | ---- | ------------------------------------ |
| 1    | 맨체스터 유나이티드 (C) | 38   | 28 | 5  | 5  | 86 | 43 | +43 | 89   | UEFA 챔피언스리그 2013-14 조별 리그  |
| 2    | 맨체스터 시티           | 38   | 23 | 9  | 6  | 66 | 34 | +32 | 78   | UEFA 챔피언스리그 2013-14 조별 리그  |
| 3    | 첼시                    | 38   | 22 | 9  | 7  | 75 | 39 | +36 | 75   | UEFA 챔피언스리그 2013-14 조별 리그  |
| 4    | 아스널                  | 38   | 21 | 10 | 7  | 72 | 37 | +35 | 73   | UEFA 챔피언스리그 2013-14 플레이오프 |
| 5    | 토트넘 홋스퍼           | 38   | 21 | 9  | 8  | 66 | 46 | +20 | 72   | UEFA 유로파리그 2013-14 플레이오프   |
| 6    | 에버턴                  | 38   | 16 | 15 | 7  | 55 | 40 | +15 | 63   |                                      |
| 7    | 리버풀                  | 38   | 16 | 13 | 9  | 71 | 43 | +28 | 61   |                                      |
| 8    | 웨스트브로미치 앨비언   | 38   | 14 | 7  | 17 | 53 | 57 | -4  | 49   |                                      |
| 9    | 스완지 시티             | 38   | 11 | 13 | 14 | 47 | 50 | -3  | 46   | UEFA 유로파리그 2013-14 3차 예선전1  |
| 10   | 웨스트햄 유나이티드     | 38   | 12 | 10 | 16 | 45 | 53 | -8  | 46   |                                      |
| 11   | 노리치 시티             | 38   | 10 | 14 | 14 | 41 | 58 | -17 | 44   |                                      |
| 12   | 풀럼                    | 38   | 11 | 10 | 17 | 49 | 60 | -11 | 43   |                                      |
| 13   | 스토크 시티             | 38   | 9  | 15 | 14 | 34 | 45 | -11 | 42   |                                      |
| 14   | 사우샘프턴              | 38   | 9  | 14 | 15 | 49 | 60 | -11 | 41   |                                      |
| 15   | 애스턴 빌라             | 38   | 10 | 11 | 17 | 47 | 69 | -22 | 41   |                                      |
| 16   | 뉴캐슬 유나이티드       | 38   | 11 | 8  | 19 | 45 | 68 | -23 | 41   |                                      |
| 17   | 선덜랜드                | 38   | 9  | 12 | 17 | 41 | 54 | -13 | 39   |                                      |
| 18   | 위건 애슬레틱 (R) (Q)   | 38   | 9  | 9  | 20 | 47 | 73 | –26 | 36   | UEFA 유로파리그 2013-14 조별 리그 2  |
| 18   | 위건 애슬레틱 (R) (Q)   | 38   | 9  | 9  | 20 | 47 | 73 | –26 | 36   | 풋볼 리그 챔피언십 2013-14로 강등    |
| 19   | 레딩 (R)                | 38   | 6  | 10 | 22 | 43 | 73 | -30 | 28   | 풋볼 리그 챔피언십 2013-14로 강등    |
| 20   | 퀸스 파크 레인저스 (R)  | 38   | 4  | 13 | 21 | 30 | 60 | -30 | 25   | 풋볼 리그 챔피언십 2013-14로 강등    |

* 마지막 업데이트 : 2013년 5월 20일
* 출처 : Barclays Premier League
* 순위 결정방식 : 
1) 승점; 2) 골 득실차; 3) 득점 수.
1: 풋볼 리그 컵 2012-13에서 우승한 스완지는 UEFA 유로파 리그 2013-14 3차 예선 진출 자격을 얻었다.
2: 위건 애슬래틱은 잉글랜드 FA컵 2012-13 우승으로 유로파리그 조별 리그 진출 자격을 얻었다.
* (C) = 우승; (R) = 강등; (P) = 승격; (O) = 플레이오프 승리; (A) = 다음 라운드 진출 
* 시즌이 끝나지 않은 경우만 사용되는 표시: 
(Q) = 대항전 진출 자격이 됨; (TQ) = 대항전 진출 자격이 됐으나 진출할 라운드가 정해지지 않음; (RQ) = 강등 결정전 진출 자격이 됨; (DQ) = 대항전 진출 자격을 잃음.

## 시즌 기록

### 득점왕
| 순위 | 선수                | 팀                     | 골 |
| ---- | ------------------- | ---------------------- | -- |
| 1    | 로빈 판 페르시      | 맨체스터 유나이티드    | 26 |
| 2    | 루이스 수아레스     | 리버풀                 | 23 |
| 3    | 가레스 베일         | 토트넘 홋스퍼          | 21 |
| 4    | 크리스티안 벤테케   | 애스턴 빌라            | 19 |
| 5    | 미추                | 스완지 시티            | 18 |
| 6    | 로멜루 루카쿠       | 웨스트 브로미치 앨비언 | 17 |
| 7    | 뎀바 바             | 첼시/뉴캐슬 유나이티드 | 15 |
| 7    | 디미터르 베르바토프 | 풀럼                   | 15 |
| 7    | 리키 램버트         | 사우스햄튼             | 15 |
| 7    | 프랭크 램퍼드       | 첼시                   | 15 |

### 해트트릭
| 선수              | 소속                   | 상대팀              | 결과 | 날짜             |
| ----------------- | ---------------------- | ------------------- | ---- | ---------------- |
| 로빈 판 페르시    | 맨체스터 유나이티드    | 사우스햄튼          | 3–2  | 2012년 9월 2일   |
| 루이스 수아레스   | 리버풀                 | 노리치 시티         | 5–2  | 2012년 9월 29일  |
| 호르디 고메스     | 위건 애슬래틱          | 레딩                | 3–2  | 2012년 11월 24일 |
| 산티 카소를라     | 아스널                 | 레딩                | 5–2  | 2012년 12월 17일 |
| 가레스 베일       | 토트넘 홋스퍼          | 애스턴 빌라         | 4–0  | 2012년 12월 26일 |
| 시오 월컷         | 아스널                 | 뉴캐슬 유나이티드   | 7–3  | 2012년 12월 29일 |
| 가가와 신지       | 맨체스터 유나이티드    | 노리치 시티         | 4–0  | 2013년 3월 2일   |
| 루이스 수아레스   | 리버풀                 | 위건 애슬래틱       | 4–0  | 2013년 3월 2일   |
| 로빈 판 페르시    | 맨체스터 유나이티드    | 아스톤 빌라         | 3–0  | 2012년 4월 23일  |
| 크리스티안 벤테케 | 아스톤 빌라            | 선더랜드            | 6–1  | 2012년 4월 29일  |
| 로멜루 루카쿠     | 웨스트 브로미치 알비온 | 맨체스터 유나이티드 | 5–5  | 2012년 5월 20일  |

### 득점
- 시즌 첫 골 : 스완지 시티의 미구엘 미추(VS 퀸즈파크 레인저스, 2012년 8월 18일)
- 시즌 첫 자책골 : 맨유의 네마냐 비디치(VS 풀럼, 2012년 8월 25일)
- 시즌 첫 해트트릭 : 맨유의 로빈 판 페르시(VS 사우스햄튼, 2012년 9월 2일)
- 가장 빠른 골 : 20초- 아스날의 테오 월콧(VS 퀸스파크 레인저스 FC, 2013년 5월 5일)

### 무실점
- 최다 무실점 경기: 15[2]
  - 맨체스터 시티
- 최소 무실점 경기: 4[2]
  - 레딩

### 징계
- 최다 옐로카드 팀: 67
  - 아스톤 빌라
- 최다 옐로카드 선수: 10
  - 크레이그 가드너 (선덜랜드)
- 최다 레드카드 팀: 5
  - 아스널
- 최다 레드카드 선수: 2
  - 스티븐 피나르 (에버턴)
  - 스티브 시드웰 (풀럼)

## 시상

### 월간 시상
| 월   | 이달의 감독         | 이달의 감독           | 이달의 선수     | 이달의 선수         | 출처   |
| 월   | 감독                | 팀                    | 선수            | 팀                  | 출처   |
| ---- | ------------------- | --------------------- | --------------- | ------------------- | ------ |
| 9월  | 데이비드 모예스     | 에버턴                | 스티븐 플레처   | 선덜랜드            | [ 29 ] |
| 10월 | 알렉스 퍼거슨       | 맨체스터 유나이티드   | 후안 마타       | 첼시                | [ 30 ] |
| 11월 | 스티브 클라크       | 웨스트브로미치 앨비언 | 마루안 펠라이니 | 에버턴              | [ 31 ] |
| 12월 | 안드레 빌라스보아스 | 토트넘 홋스퍼         | 로빈 판 페르시  | 맨체스터 유나이티드 | [ 32 ] |
| 1월  | 브라이언 맥더멋     | 레딩                  | 아담 르 폰드레  | 레딩                | [ 33 ] |
| 2월  | 안드레 빌라스보아스 | 토트넘 홋스퍼         | 가레스 베일     | 토트넘 홋스퍼       | [ 34 ] |
| 3월  | 데이비드 모예스     | 에버턴                | 얀 베르통헨     | 토트넘 홋스퍼       | [ 35 ] |
| 4월  | 라파엘 베니테즈     | 첼시                  | 로빈 판 페르시  | 맨체스터 유나이티드 | [ 36 ] |
| 5월  |                     |                       |                 |                     |        |